# CD36
CD36 یا مجموعهٔ تمایزی ۳۶ (انگلیسی: cluster of differentiation 36) که با نام‌های «گلیکوپروتئین پلاکتی ۴»، «ترانس‌لوکاز اسید چرب» (FAT)، «گلیکوپروتئین ۸۸» (GP88)، «گلیکوپروتئین IIIb» یا (GPIIIB) و «گلیکوپروتئین ۴» (GPIV) هم شناخته می‌شود، یک پروتئین است که در انسان توسط ژن «CD36» کُد می‌شود.
آنتی‌ژن CD36 یک پروتئین پوسته‌ای درونی که در بر سطح بسیاری از سلول‌های مهره‌داران یافت می‌شود. این پروتئین در انتقال اسیدهای چرب به درون سلول نقش دارد و یکی از اعضای خانوادهٔ بزرگ پروتئینی «گیرنده‌های رفتگر B» در سطح سلول‌هاست.
پروتئین CD36، لیگاندهای بیشماری دارد که برخی از آنها عبارتند از: کلاژن، ترومبوسپاندین، گلبول‌های قرمز آلوده به پلاسمودیوم فالسیپاروم، لیپوپروتئین کم‌چگالی اکسیده‌شده، لیپوپروتئین‌های طبیعی، فسفولیپیدهای اکسیده‌شده و اسیدهای چرب با زنجیرهٔ بلند.
پژوهش‌های به‌عمل آمده در جوندگان نشان داده‌است که این پروتئین در متابولیسم اسیدهای چرب، بیماری‌های قلبی-عروقی، تشخیص مزه و هضم چربی در روده‌ها نقش دارد. همچنین احتمال دارد که این مولکول پروتئینی در اختلال تحمل گلوکز، تصلب شرایین، فشار خون بالا، دیابت، بیماری ماهیچه قلب و بیماری آلزایمر نقشی ایفا کند.

## بیشتر بخوانید
- Febbraio M, Silverstein RL (2007). "CD36: implications in cardiovascular disease". The International Journal of Biochemistry & Cell Biology. 39 (11): 2012–30. doi:10.1016/j.biocel.2007.03.012. PMC 2034445. PMID 17466567.
- Abumrad NA, Ajmal M, Pothakos K, Robinson JK (September 2005). "CD36 expression and brain function: does CD36 deficiency impact learning ability?". Prostaglandins & Other Lipid Mediators. 77 (1–4): 77–83. doi:10.1016/j.prostaglandins.2004.09.012. PMID 16099393.